# Депортиво Мандию
«Клуб Депорти́во Мандию́» (исп. Club Deportivo Mandiyú) — аргентинский футбольный клуб из города Корриентес.

## История
Клуб был основан Эдуардо Сеферяном, владельцем очень крупной текстильной компании Algodonera Tipoití, который преследовал цель развивать спорт среди сотрудников своей организации. Клуб первоначально был назван «Депортиво Типоити», но затем переименован в «Депортиво Мандию». Название «Мандию» было выбрано из языка Гуарани, одного из официальных языков в провинции Корриентес, которое означает хлопок. Клуб выступал в любительской Лиге Коррентины вплоть до 1974 года, когда клуб смог отобраться в третий дивизион, получив профессиональный статус. В 1985 году «Депортиво» вышел в дивизион B. С середины 1980-х годов главный спонсор стал выделять для «Мандию» повышенные денежные средства, которые пошли на покупку высококлассных футболистов, включая Адольфино Каньете, Кокито, Доминго Касереса и других. В 1988 году клуб вышел в высший дивизион чемпионата Аргентины. 
В 1991 году «Мандию» добился своего наивысшего достижения, заняв третье место в чемпионате. Тогда в команде играли два футболиста сборной Аргентины, Хулио Олартикоэчеа и Хосе Басуальдо. Однако в тот период в клубе начались финансовые проблемы, связанные с высокими зарплатами высококлассных футболистов. Это привело к тому, что Сеферян в 1993 году продал «Мандию» бизнесменам Роберто Крусу и Роберто Наварро. Роберто Крус пригласил на пост главного тренера Диего Марадону. При этом Диего Армандо совмещал пост главного тренера с Карлосом Френом. Спустя менее чем год их уволили. В 1994 году клуб вылетел во второй дивизион, а через год из-за финансовых долгов перед футболистами закрылся. 
В 1998 году болельщики «Депортиво Мандию» решили воссоздать клуб, основав новую команду, которую называли «Текстиль Мандию». При этом клуб не являлся правопреемником истории оригинальной команды. В 2010 году права на клуб были вновь выкуплены и с 2011 года «Депортиво Мандию» вновь стал выступать в Лиге Коррентины. А в 2016 году оба клуба «Мандию» объединились под оригинальным называнием. В 2023 году команда стала руководиться болельщиками.